# Paul Wevers
Paul Wevers, né le 21 juin 1907 à Cologne et mort le 4 mars 1941 à Brunswick (Basse-Saxe), est un kayakiste allemand pratiquant la course en ligne.

## Palmarès

### Jeux olympiques (course en ligne)
- 1936 à Berlin
  -  Médaille d'or en K-2 10 000 m [1]